# Alexander Feilding, 12. Earl of Denbigh
Alexander Stephen Rudolph Feilding, 12. Earl of Denbigh, 11. Earl of Desmond (* 4. November 1970), ist ein britischer Adliger.
Er ist der Sohn von William Feilding, 11. Earl of Denbigh, 10. Earl of Desmond (1943–1995) und dessen Gattin Judith Cooke († 2012).
Er besuchte die Stowe School in Buckingham. Als sein Vater am 23. März 1995 starb, erbte er dessen Adelstitel, einschließlich des damit verbundenen Sitzes im House of Lords. Im Hansard sind keine Parlamentsreden von ihm verzeichnet. Mit dem House of Lords Act 1999 verlor er seinen erblichen Parlamentssitz.
Er bewohnt den Familiensitz Newnham Paddox House bei Rugby in Warwickshire und verwaltet von dort die familieneigenen Ländereien.
Am 27. Januar 1996 heiratete er Suzanne Jane Allen. Mit ihr hat er drei Kinder:
- Peregrine Rudolph Henry Feilding, Viscount Feilding (* 2005)
- Hester Imelda Florence Feilding (* 2006)
- Orlando Gregory Danger Feilding (* 2009)